# Borneobarbe
Die Borneobarbe (Puntigrus anchisporus, Syn.: Puntius anchisporus, Systomus anchisporus) ist ein Süßwasserfisch aus der Familie der Karpfenfische (Cyprinidae). Ihr Verbreitungsgebiet liegt auf der indonesischen Insel Borneo in den Flüssen Kapuas, Mahakam und Bulungan.

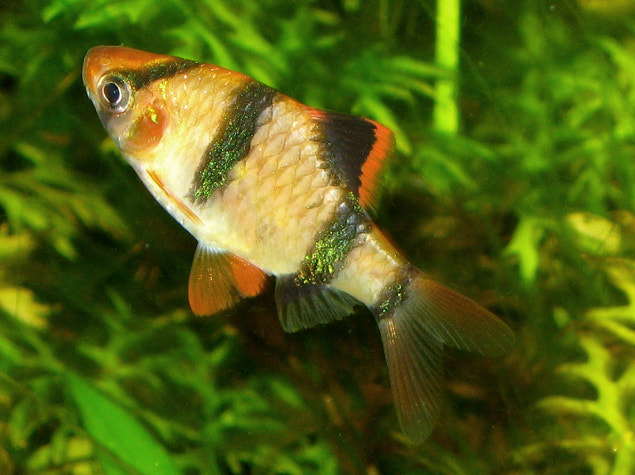
Borneobarbe

Nach Baensch und Riehl ist die Art mit der Sumatrabarbe identisch, einem aus der Aquaristik sehr bekannten Fisch. Zarske zeigte jedoch, das es zwischen beiden Arten deutliche morphologische Unterschiede gibt.

## Merkmale
Die Borneobarbe wird 6,6 Zentimeter lang. Ihr Körper ist hochrückig und entspricht dem der meisten anderen Gürtelbarben. Gestalt und Färbung, mit den auffallenden, dunklen vier breiten Querstreifen bei einer gelblichen Grundfarbe, schwarzen After- und roten Bauchflossen, entsprechen weitgehend der der Sumatrabarbe. Im Unterschied zu dieser hat die Borneobarbe jedoch vier Barteln (Sumatrabarbe keine), eine vollständige Seitenlinie mit 19 bis 23 Schuppen (Sumatrabarbe unvollständig) und ihr Schwanzflossenstiel wird von 14 Schuppen umgeben (Sumatrabarbe 12). Der letzte unverzweigte Rückenflossenstrahl ist verknöchert.